# Chakra Linux
Chakra Linux was een Linuxdistributie, die gebruikmaakt van de desktopomgeving KDE. Chakra was oorspronkelijk een op Arch Linux gebaseerde live-cd, ontworpen door KDEmod-ontwikkelaars. Op 30 augustus 2010 werd Chakra Linux 0.2 uitgebracht. Vanaf deze versie is Chakra niet langer een voorgeconfigureerde live-cd, maar een volledig besturingssysteem met eigen pakketbronnen. Het doel van Chakra is om een desktopbesturingssysteem te maken dat eenvoudig was om te gebruiken, maar met alle functies en reactiesnelheid van Arch Linux.

## Functies
Chakra GNU/Linux bevat zowel vrije als propriëtaire software voor de processorarchitectuur x86-64 (amd64). Tot augustus 2012 werden i686-processoren, de laatste 32-bitgeneratie, ook ondersteund. Chakra is gebaseerd op KDE. De belangrijkste pakketten (zie pakketbeheer) van Chakra zijn bevroren (waarbij te denken valt aan drivers voor video/audio). Deze pakketten worden enkel bijgewerkt om beveilingsproblemen te verhelpen. De laatste versies van de pakketten worden uitgebreid getest voordat ze in de stabiele pakketbron terechtkomen (ongeveer elke 6 maanden). Hierdoor wordt stabiliteit van het basissysteem verzekerd, waarop de rest van de programma's voortbouwen. De programma's voor eindgebruikers, waaronder webbrowsers, games, mediaspelers en kantoorsoftwarepakketten, worden bijgewerkt via een rollingreleaseschema: de nieuwste versies zijn vaak direct beschikbaar na hun uitgave.

## Software
Chakra Linux 2016.02 bevat volgende software:
KDE Plasma 5.5.4, Frameworks 5.19.0, Applications 15.12.2
- Dolphin
- GStreamer voor Phonon
- Telepathy
- Qt 4 en 5
- QtWebKit

Kantoorsoftware
- Calligra 2.9.11
- LibreOffice 4
- Focuswriter

Systeemsoftware
- PulseAudio
- Pacman (met Octopi)
- systemd 228
- Linux 4.2.6
- CUPS
- D-Bus
- NetworkManager
- Mesa
- xorg-server 1.17.4

Multimedia
- Digikam
- VLC Media Player
- Kdenlive
- Blender

Software-ontwikkeling
- MariaDB
- PyQt
- KDevelop
- QtCreator
- Rosegarden

Internet
- QupZilla
- rekonq
- Mozilla Firefox
- Opera
- Chromium

## Versies
| Versie  | Codenaam   | Uitgavedatum      |
| ------- | ---------- | ----------------- |
| Alfa 1  | Geen       | 21 december 2008  |
| Alfa 2  | Geen       | 17 februari 2009  |
| Alfa 3  | Test       | 30 september 2009 |
| Alfa 4  | NewAge     | 17 november 2009  |
| Alfa 5  | Panora     | 29 maart 2010     |
| 0.2     | Jaz        | 30 augustus 2010  |
| 0.3     | Ashoc      | 20 december 2010  |
| 2011.04 | Aida       | 28 april 2011     |
| 2011.09 | Edn        | 28 augustus 2011  |
| 2012.07 | Archimedes | 3 juli 2012       |
| 2012.08 | Claire     | 24 augustus 2012  |
| 2012.09 | Claire     | 8 september 2012  |
| 2012.10 | Claire     | 28 oktober 2012   |
| 2012.12 | Claire     | 6 december 2012   |
| 2013.01 | Claire     | 6 januari 2013    |
| 2013.02 | Benz       | 10 februari 2013  |
| 2013.03 | Benz       | 9 maart 2013      |
| 2013.05 | Benz       | 29 mei 2013       |
| 2013.09 | Fritz      | 22 september 2013 |
| 2014.05 | Descartes  | 21 mei 2014       |
| 2014.09 | Euler      | 24 september 2014 |
| 2014.11 | Euler      | 12 november 2014  |

| Kleur | Betekenis                |
| ----- | ------------------------ |
| Rood  | Niet-ondersteunde versie |
| Groen | Ondersteunde versie      |
| Blauw | Toekomstige versie       |